# Yinz

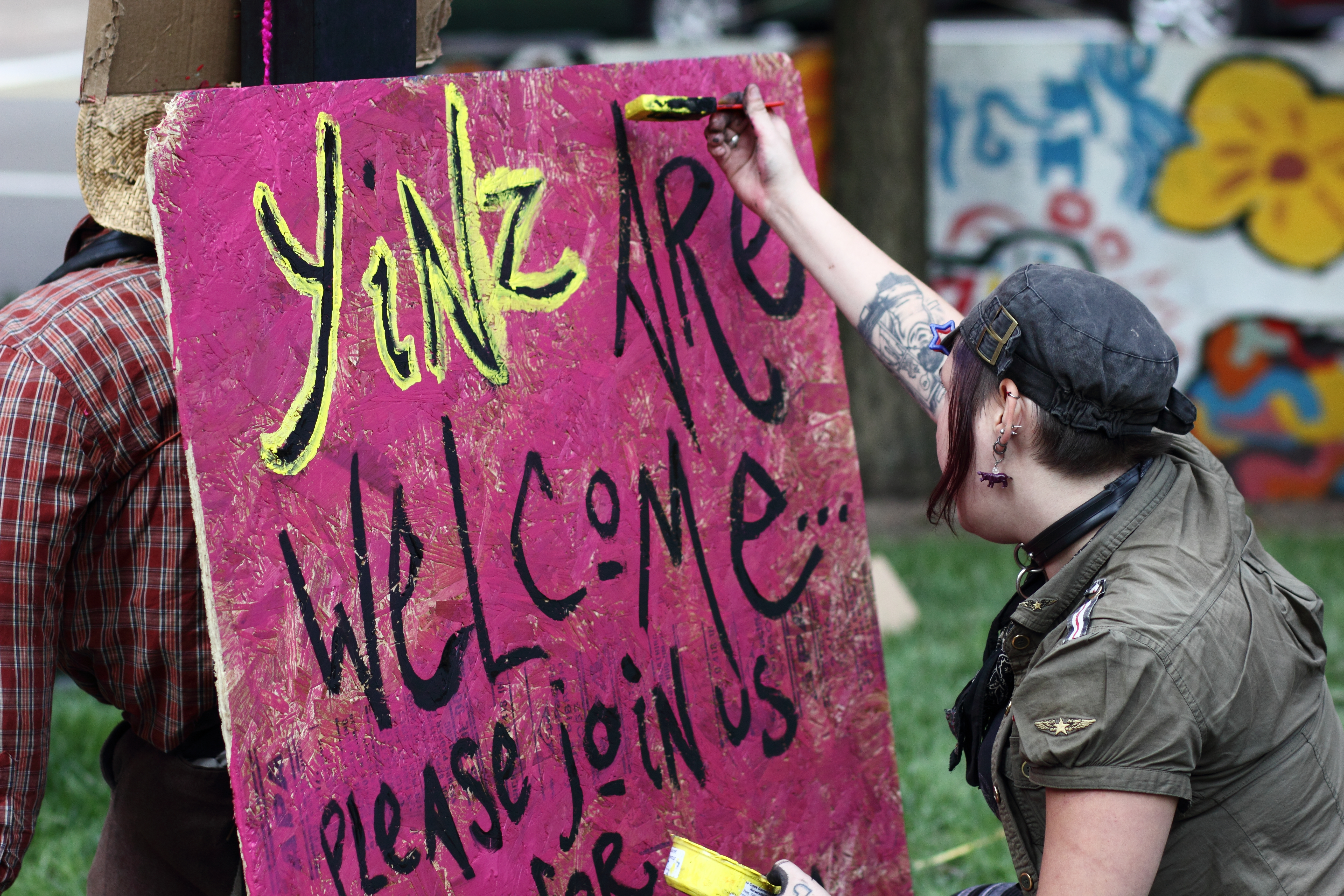
„Yinz are welcome” (ang. Zapraszamy wszystkich) na plakacie podczas protestu w 2011 roku

Yinz (wymowa /jɪnz/) – w języku angielskim zaimek drugiej osoby liczby mnogiej używany głównie zachodnim dialekcie pensylwańskim, najczęściej spotykany w Pittsburghu, jednak występuje również w regionie Appalachów.
Według ankiety przeprowadzonej przez wydział językoznawstwa na Uniwersytecie Harvarda, 3,81% osób mieszkających w Pensylwanii odpowiedziało yinz na pytanie „jakiego słowa/jakich słów używasz, by zwrócić się do dwóch lub więcej osób?”.